# Prémio Screen Actors Guild 2005
A 11.ª edição dos Prémios Screen Actors Guild foi apresentada em Los Angeles a 5 de Fevereiro de 2005. Vencedores a negrito.

## Indicados e vencedores

### Cinema
| Melhor Ator principal - Jamie Foxx – Ray como Ray Charles - Leonardo DiCaprio – The Aviator como Howard Hughes - Don Cheadle – Hotel Rwanda como Paul Rusesabagina - Johnny Depp – Finding Neverland como J. M. Barrie - Paul Giamatti – Sideways como Miles Raymond | Melhor Atriz principal - Hilary Swank – Million Dollar Baby como Maggie Fitzgerald - Annette Bening – Being Julia como Julia Lambert - Imelda Staunton – Vera Drake como Vera Drake - Catalina Sandino Moreno – Maria Full of Grace como Maria Álvarez - Kate Winslet – Eternal Sunshine of the Spotless Mind como Clementine Kruczynski |
| Melhor Ator secundário - Morgan Freeman – Million Dollar Baby como Eddie "Scrap-Iron" Dupris - Thomas Haden Church – Sideways como Jack Cole - Jamie Foxx – Collateral como Max Dourocher - James Garner – The Notebook como Duke - Freddie Highmore – Finding Neverland como Peter Llewelyn Davies | Melhor Atriz secundária - Cate Blanchett – The Aviator como Katharine Hepburn - Cloris Leachman – Spanglish como Evelyn Wright - Laura Linney – Kinsey como Clara McMillen - Virginia Madsen – Sideways como Maya Randall - Sophie Okonedo – Hotel Rwanda como Tatiana Rusesabagina                                                      |
| Melhor Elenco - Sideways – Thomas Haden Church, Paul Giamatti, Virginia Madsen e Sandra Oh - The Aviator – Alan Alda, Alec Baldwin, Kate Beckinsale, Cate Blanchett, Leonardo DiCaprio, Ian Holm, Danny Huston, Jude Law, John C. Reilly e Gwen Stefani - Finding Neverland – Julie Christie, Johnny Depp, Freddie Highmore, Dustin Hoffman, Radha Mitchell, Joe Prospero, Nick Roud, Luke Spill e Kate Winslet - Hotel Rwanda – Don Cheadle, Nick Nolte, Sophie Okonedo e Joaquin Phoenix - Million Dollar Baby – Clint Eastwood, Morgan Freeman e Hilary Swank - Ray – Aunjanue Ellis, Jamie Foxx, Terrence Howard, Regina King, Harry Lennix, Clifton Powell, Larenz Tate e Kerry Washington | |

### Televisão
| Melhor Ator em minissérie ou filme para televisão - Geoffrey Rush – The Life and Death of Peter Sellers (HBO) como Peter Sellers - Jamie Foxx – Redemption: The Stan Tookie Williams Story (FX) como Stan Tookie Williams - William H. Macy – The Wool Cap (TNT) como Charlie Gigot - Barry Pepper – 3: The Dale Earnhardt Story (ESPN) como Dale Earnhardt - Jon Voight – The Five People You Meet in Heaven (ABC) como Eddie | Melhor Atriz em minissérie ou filme para televisão - Glenn Close – The Lion in Winter (Showtime) como Leonor da Aquitânia - Patricia Heaton – The Goodbye Girl (TNT) como Paula McFadden - Keke Palmer – The Wool Cap (TNT) como Lou - Hilary Swank – Iron Jawed Angels (HBO) como Alice Paul - Charlize Theron – The Life and Death of Peter Sellers (HBO) como Britt Ekland |
| Melhor Ator em série dramática - Jerry Orbach – Law & Order (NBC) como Lennie Briscoe (póstumo) - Hank Azaria – Huff (Showtime) como Dr. Craig "Huff" Huffstodt - James Gandolfini – The Sopranos (HBO) como Tony Soprano - Anthony LaPaglia – Without a Trace (CBS) como Jack Malone - Kiefer Sutherland – 24 (Fox) como Jack Bauer | Melhor Atriz em série dramática - Jennifer Garner – Alias (ABC) como Sydney Bristow - Edie Falco – The Sopranos (HBO) como Carmela Soprano - Allison Janney – The West Wing (NBC) como C. J. Cregg - Christine Lahti – Jack and Bobby (The WB) como Grace McCallister - Drea de Matteo – The Sopranos (HBO) como Adriana La Cerva                                             |
| Melhor Ator em série de comédia - Tony Shalhoub – Monk (USA Network) como Adrian Monk - Jason Bateman – Arrested Development (Fox) como Michael Bluth - Sean Hayes – Will & Grace (NBC) como Jack McFarland - Ray Romano – Everybody Loves Raymond (CBS) como Ray Barone - Charlie Sheen – Two and a Half Men (CBS) como Charlie Harper | Melhor Atriz em série de comédia - Teri Hatcher – Desperate Housewives (ABC) como Susan Mayer - Patricia Heaton – Everybody Loves Raymond (CBS) como Debra Barone - Megan Mullally – Will & Grace (NBC) como Karen Walker - Doris Roberts – Everybody Loves Raymond (CBS) como Marie Barone - Sarah Jessica Parker – Sex and the City (HBO) como Carrie Bradshaw              |
| Melhor Elenco em série dramática - CSI: Crime Scene Investigation (CBS) – Gary Dourdan, George Eads, Jorja Fox, Paul Guilfoyle, Robert David Hall, Marg Helgenberger, William Petersen e Eric Szmanda - 24 (Fox) – Reiko Aylesworth, Carlos Bernard, Elisha Cuthbert, James Badge Dale, Joaquim de Almeida, Dennis Haysbert, Vincent Laresca, Mary Lynn Rajskub, Paul Schulze, Kiefer Sutherland e D. B. Woodside - Six Feet Under (HBO) – Lauren Ambrose, Frances Conroy, James Cromwell, Idalis DeLeón, Peter Facinelli, Ben Foster, Sprague Grayden, Rachel Griffiths, Michael C. Hall, Peter Krause, Justina Machado, Freddy Rodriguez, Mathew St. Patrick, Mena Suvari e Justin Theroux - The Sopranos (HBO) – Lorraine Bracco, Steve Buscemi, Dominic Chianese, Vincent Curatola, Drea de Matteo, Edie Falco, James Gandolfini, Robert Iler, Michael Imperioli, Steve Schirripa, Jamie-Lynn Sigler, Tony Sirico, Aida Turturro, Steven Van Zandt e John Ventimiglia - The West Wing (NBC) – Stockard Channing, Kristin Chenoweth, Dulé Hill, Allison Janney, Joshua Malina, Mary McCormack, Janel Moloney, Richard Schiff, Martin Sheen, John Spencer, Lily Tomlin e Bradley Whitford | |
| Melhor Elenco em série de comédia - Desperate Housewives (ABC) – Andrea Bowen, Ricardo Antonio Chavira, Marcia Cross, Steven Culp, James Denton, Teri Hatcher, Felicity Huffman, Cody Kasch, Eva Longoria, Jesse Metcalfe, Mark Moses, Nicollette Sheridan e Brenda Strong - Arrested Development (Fox) – Will Arnett, Jason Bateman, Michael Cera, David Cross, Portia de Rossi, Tony Hale, Alia Shawkat, Jeffrey Tambor e Jessica Walter - Everybody Loves Raymond (CBS) – Peter Boyle, Brad Garrett, Patricia Heaton, Monica Horan, Doris Roberts, Ray Romano e Madylin Sweeten - Sex and the City (HBO) – Kim Cattrall, Kristin Davis, Cynthia Nixon e Sarah Jessica Parker - Will & Grace (NBC) – Sean Hayes, Eric McCormack, Debra Messing e Megan Mullally | |

### Prémio Screen Actors Guild Life Achievement
- James Garner